# Picot de la pampa
El picot de la pampa (Colaptes campestroides) és una espècie d'ocell de la família dels pícids (Picidae) que habita pastures, sabanes i terres de conreu del sud del Paraguai, sud-est del Brasil, Uruguai i nord de l'Argentina.